# 伊塔伊巴
伊塔伊巴是巴西伯南布哥州的一个市镇。总面积1073.2平方公里，总人口26486人，人口密度24.7人/平方公里。